# Uvula

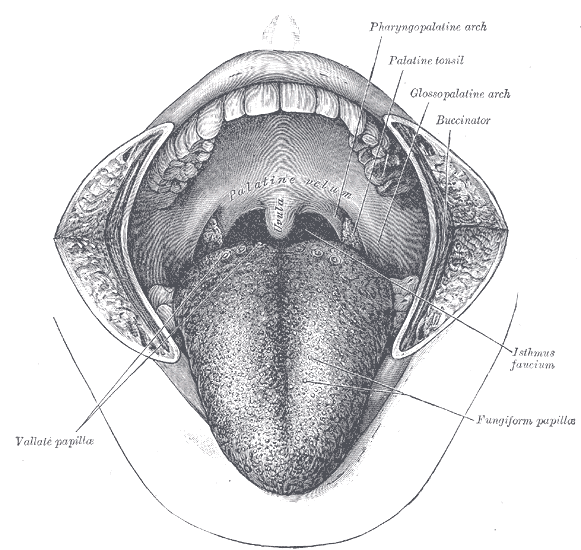
Mund mit Gaumen und Uvula

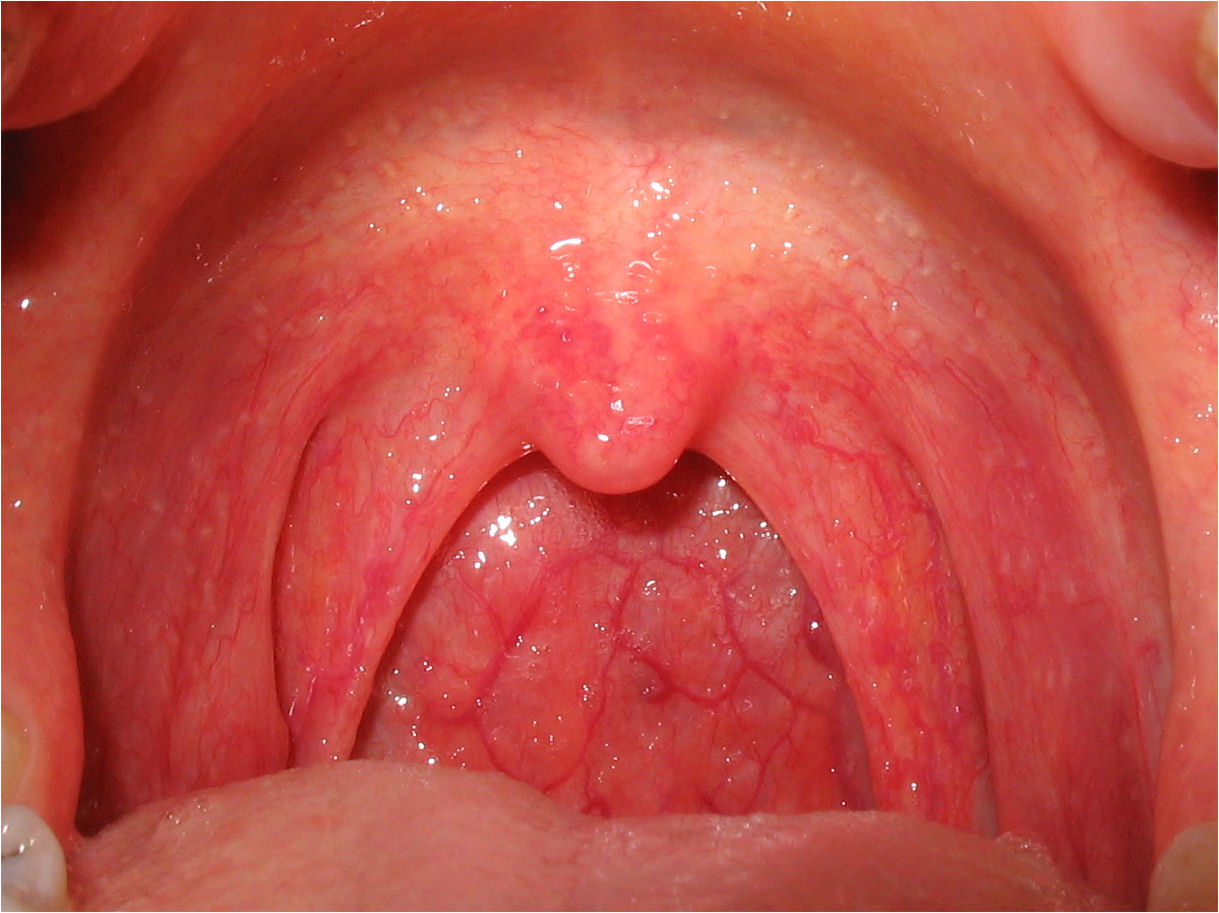
Uvula

Die Uvula (Diminutiv zu lateinisch uva „Traube“, also etwa „Träubchen“), im Deutschen auch kurz Zäpfchen genannt oder Uvula palatina (deutsch Gaumenzäpfchen), ist Teil des Gaumensegels (Palatum molle, auch weicher Gaumen) und befindet sich in dessen Mitte. Sie wird auch Halszäpfchen oder Staphyle genannt (aus dem Griechischen für „Weintraube“; daher auch Staphylitis für eine Entzündung der Uvula).

## Anatomie
Die Grundlage der Uvula bildet ein Muskel, der Musculus uvulae, der das Zäpfchen verkürzt. Der Muskel wird vom Nervus vagus, dem X. Hirnnerven, mit Reizen versorgt (innerviert) und ist von verschieblicher, nicht fixierter  Schleimhaut (Mucosa) bedeckt. Bei Berührung der Uvula kann ein Würgreflex ausgelöst werden, der insbesondere bei empfindlichen Personen in Erbrechen übergehen kann.

## Rolle bei der Artikulation von Sprachlauten
Manche Konsonanten des Deutschen können neben anderen Varianten auch durch Luftreibung an der Uvula oder Vibration der Uvula artikuliert werden, so gibt es etwa eine uvulare vibrierende Form des r-Lauts oder seine geriebene Variante, daneben kann auch der „Ach-Laut“ uvular gebildet werden. In anderen Sprachen, beispielsweise im Französischen und Arabischen, gibt es Konsonanten, die grundsätzlich mit Hilfe der Uvula gesprochen werden; im Englischen hingegen fehlen solche Laute ganz.

## Pathologie
Durch eine Entzündung oder eine mechanische Irritation (etwa durch Schnarchen) kann ein Ödem des Gaumenzäpfchens (Uvulaödem, Uvulitis) auftreten, eine starke und bisweilen sehr unangenehme Anschwellung. Es besteht jedoch in der Regel keine Erstickungsgefahr und die Schwellung geht im Laufe eines Tages von selbst zurück.
Eine Operation mit Verkürzung der Uvula zur Behandlung des Schnarchens wird als Uvulovelopharyngoplastik bezeichnet. Chirurgische Uvula-Verkürzungen wurden schon im 12. Jahrhundert beschrieben.
Bei einem Hirnstamminfarkt, der das Kerngebiet des Nervus glossopharyngeus betrifft, oder bei peripherer Schädigung des Nerven (Glossopharyngeusparese) kann es zu einer Lähmung des Gaumensegels der betroffenen Seite kommen. Kennzeichnend sind eine Abweichung der Uvula (Uvuladeviation) bei der Phonation zur gesunden Seite (Kulissenphänomen) und ein abgeschwächter Würgreflex.
Während der embryonalen Entwicklung kann es im Mutterleib zu einer Längsspaltung des Gaumenzäpfchens kommen, was als Uvula bifida bezeichnet wird. Die Diagnose eines gespaltenen Gaumenzäpfchens kann auf eine letale Genmutation hinweisen, die eine verminderte oder fehlende Bildung des Enzyms Phosphoglucomutase 1 (PGM 1) zur Konsequenz hat. Nach derzeitigem Erkenntnisstand kann der Enzymmangel durch den Zucker Galaktose nahezu ausgeglichen werden, der im Verdauungsprozess aus Laktose (Milchzucker) gewonnen werden kann.